# SOV型
SOV型（SOVがた）とは、文を作るときに、一般に主語 (Subject) - 目的語 (Object) - 動詞 (Verb)の語順をとる言語のこと。例：「サム オレンジ 食べた」。日本語ではこれに「が」「を」などの 格標識が入る(詳しくは#特徴を参考)。例えば、日本語の文の「私は りんごを 食べる。」では、"私は"が主語（S）、"りんごを"が目的語（O）、"食べる"が動詞（V）である。言語類型論による調査では、世界の言語の約45%がSOV型言語である。

## 主な言語
日本語、ドイツ語、オランダ語、アイヌ語、朝鮮語、アルタイ諸語（モンゴル語やトルコ語、満洲語など）、インド・イラン語派（ヒンディー語やベンガル語、ペルシア語など）、アルメニア語、ドラヴィダ語族（タミル語など）、チベット・ビルマ語派、アムハラ語、ナバホ語、ケチュア語族、アイマラ語、バスク語、シュメール語、アッカド語、エラム語、ヒッタイト語などがこの型をとる。ラテン語、サンスクリットでは多様な語順が認められるが、最も頻出する語順はSOV型である。またロマンス諸語では、目的語が代名詞の場合、この語順になる。アル＝サイード・ベドウィン手話のように自然発生から100年とたたない視覚言語が、周囲のアラビア語などと異なるSOV型語順を自然にとるようになったことも注目される。
ドイツ語およびオランダ語はSOV型のV2語順（動詞第二位）と分析される。平叙文ではV2のため一見SVO型に見える。

## 特徴
SOV型言語には以下の特徴があることが多い。
- 動詞の後に助動詞を置く。
日: 食べて しまう
独: gegessen haben
朝: 먹어 버리다 (meogeo beorida)
- 名詞の前に形容詞を置く。
日: 赤い リンゴ
独: der rote Apfel
朝: 빨간 사과 (ppalgan sagwa)
- 後置詞を用いる。
日: 日本で
朝: 일본에서 (ilbon-eseo)
- 格標識がある。
日: 男が/男を
独: der Mann/den Mann
朝: 남자가 (namja-ga) / 남자를 (namja-reul)
- 副詞は時間、様態、場所の順に並ぶ。
日: 昨日は 電車で 東京に 行った。
独: Ich bin gestern mit der Bahn nach Tokio gefahren.
- 語順が比較的自由である。
日: 私が リンゴを 食べる。 / リンゴを 私が 食べる。
独: Ich esse den Apfel. / Den Apfel esse ich.
- 疑問詞を移動しない。
日: これは 何ですか。
朝: 이게 뭐에요?